# Козицкий, Александр Дмитриевич
Александр Дмитриевич Козицкий (15 ноября 1891 — 10 августа 1937) — советский военный деятель, участник 1-й мировой и Гражданской войн. Комбриг (1935).

## Молодые годы
Родился 15 ноября 1891 года в городе Холм Люблинской губернии. Русский, из семьи офицера.
Образование: Холмская гимназия (1912), Казанское военное училище (1914), КУВНАС при Военной академии РККА (1925).

### На службе в РИА
В службе с 1912 г. Юнкер, Казанское военное училище (1912-14 г.). Выпущен из юнкеров подпоручиком в 29-й пехотный Черниговский полк (г. Варшава) 8-й пехотной дивизии; Варшавский военный округ (ВП от 12.07.1914).
Участник Первой мировой войны на Северо-Западном, Юго-Западном и Западном фронтах. В звании штабс-капитана командовал ротой и батальоном. В боях был ранен, числился пропавшим без вести (21.03.1917). Помощник командира 29-го пехотного Черниговского полка. Подполковник (вероятно, после ноября 1917).

## В Красной армии

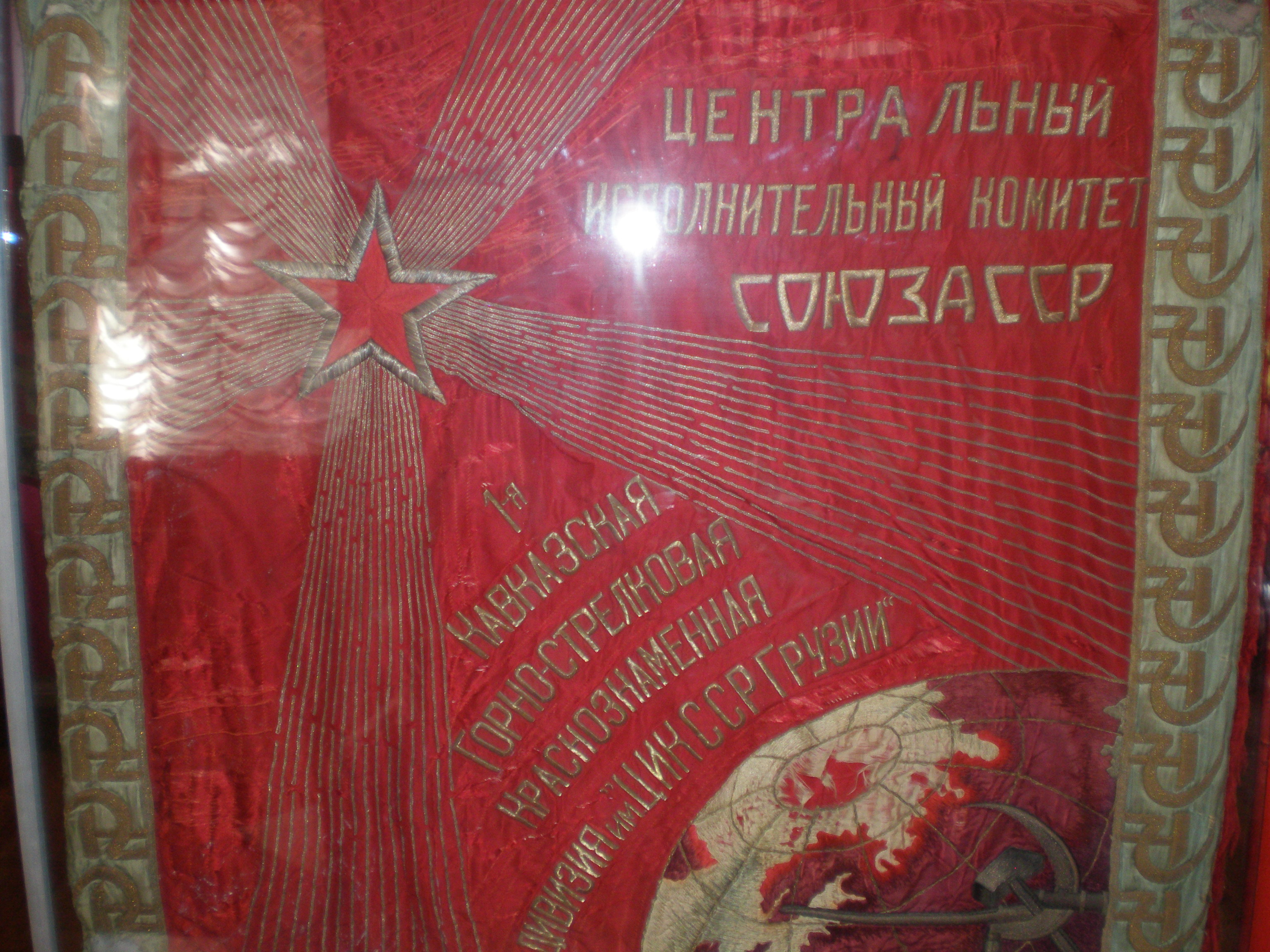
Боевое Знамя. 1-я Кавказская горно-стрелковая дивизия им. ЦИК ССР Грузии. Музей 9-й мсд. Майкоп.

В Красной армии с февраля 1918 года. Участник Гражданской войны. Западный участок отрядов завесы, Восточный, Украинский, Южный, Юго-Восточный и Кавказский фронты. 
Начальник штаба войск Могилёвской губернии (с 02.1918 г.). 
Начальник оперативного отдела штаба 2-й Революционной армии (с 04.1918 г.). 
Начальник штаба Рославльского отряда (18.05.-22.06.1918 г.). 
Командир 1-го Болховского Советского полка 1-й Орловской пехотной дивизии (с 06.1918 г.). Начальник 1-й Орловской пехотной дивизии (04.-24.09.1918 г.). 
Начальник Новоузенской пехотной дивизии(24.-30.09.1918 г.) и Уральской пехотной (стрелковой) дивизии (до (10.1918-02.1919 г.). 
Командир 1-й Отдельной Украинской Советской бригады (04.-06.1919 г.). 
Начальник 42-й стрелковой дивизии (26.06.-08.09.1919 г.), Командир сводного отряда при РВС 13-й армии (09.1919 г.), руководил обороной станицы Касторная во время рейда конной группы генерала Мамонтова). 
Из приказа Реввоенсовета республики № 126 от 13 марта 1920 г.: 

«Награждаются орденом Красного Знамени... начальник 3-й стрелковой дивизии тов. Козицкий Александр Дмитриевич за то, что в борьбе с бандами Мамонтова он проявил со своим незначительным отрядом громадную энергию и доблесть. Тов. Козицкий командовал одним из малочисленных отрядов внутреннего фронта, который все время геройски бился с бандами Мамонтова и выдержал пять сражений. Под ст. Баево тов. Козицкий, будучи отрезан с трех сторон неприятельскими бандами, проявил редкое самообладание, распорядительность, спас отряд и нанес отступавшим под его артиллерийским огнем бандам противника большой урон».
Начальник 9-й стрелковой дивизии (03-17.10.1919 г.). 
Начальник 3-й стрелковой дивизии (24.10.1919-11.10.1920 г.). 
Начальник 28-й стрелковой дивизии (12.1920-07.1921 г.). С 1918 г. член РКП(б) (на момент ареста — беспартийный).
Начальник 9-й стрелковой дивизии Отдельная Кавказская армия (7 июля -13.10.1921).
Приказом войскам Отдельной Кавказской армии N 789 от 13 октября 1921 года расформирована (свёрнута). На базе 25 и 26 сбр дивизии были созданы 1-я и 2-я Кавказские отдельные стрелковые бригады. А. Д. Козицкий был назначен командовать 1-й отдельной Кавказской стрелковой бригадой. 2-й бригадой – А. Н. Борисенко
Приказом войскам Отдельной Кавказской армии N 934 от 8 июня 1922 г. эти бригады были развернуты в 1 Кавказскую стрелковую дивизию.
После воссоздании дивизии Козицкий - командир 1-й Кавказской стрелковой дивизии в составе Отдельной Кавказской армии (с 06.1922 г.).
Помощник командира 45-й Волынской стрелковой дивизии (г. Киев) Украинского военного округа (УВО) (с 09.1922 г.). 
Помощник командира 30-й Иркутской Краснознамённой стрелковой дивизии им. ВЦИК (г. Днепропетровск) УВО (с 05.1923 г.).
Командир 80-й стрелковой дивизии (с 30.05.1924 г. им. Пролетариата Донбасса); Украинский военный округ (до 08.1924 г.).
Слушатель КУВНАС при Военной академии РККА.
Командир 28-й Горской стрелковой дивизии (г. Владикавказ); Северо-Кавказский военный округ (с 21.04.1925 г.). Руководил боевыми действиями частей дивизии (совместно с войсками ОГПУ) при ликвидации повстанческого движения в Чечне. Группа Козицкого (более 1100 человек при 26 пулемётах и 2 орудиях) 25 августа 1925 года разоружала аул Келой. Также группа Козицкого прибыла в Дай – резиденция Ансалтинского шейха Магомет-Эмина. 2 сентября после истечения установленного срока выдачи Ансалтинского по аулу был открыт артиллерийский огонь, после чего в 5 часов вечера он был доставлен в штаб группы.
С 16 октября 1935 года — начальник Орджоникидзевской Краснознамённой пехотной школы (с 16 марта 1937 года Орджоникидзиевская объединённая Краснознаменная военная школа, с 8 декабря 1932 года Орджоникидзиевское Краснознамённое военное училище).
Комдив (26.11.1935 г.).

## Арест и казнь
Арестован 31 мая 1937 года. 
22 июня 1937 года уволен из РККА в связи с арестом. 
Военной коллегией Верховного суда СССР 10.08.1937 г. по обвинению в участии в военном заговоре приговорен к расстрелу. Приговор приведен в исполнение в тот же день.
Определением Военной коллегии от 20 апреля 1957 года реабилитирован.

## Воинские чины и звания
- Младший унтер-офицер (1915);
- Прапорщик (1916);
- Подпоручик (ст. с 02.02.1917);
- Комбриг (20.11.1935[6]);

## Награды
- Орден Св. Георгия 4 ст. (ВП от 27.09.1916);
- Орден Св. Анны 4 ст. с надписью «За храбрость» (ВП от 19.03.1915 г.);
- Орден Красного Знамени РСФСР (1920) [7]
- Орден Красной Звезды (1925)[8],[9];
- Орден Красного Знамени Азербайджанской ССР (1921)

## Память
- В музее 9-й мсд в Майкопе хранятся Боевое знамя 1-й Кавказской стрелковой дивизии, Боевые знамёна частей, документы о командире Козицком А. Д. и других.
- Имя воина увековечено в Главном Храме Вооружённых сил России и на мемориале «Дорога памяти»[10].